# Веншелювка
Веншелювка (пол. Węszelówka) — село в Польщі, у гміні Хинув Груєцького повіту Мазовецького воєводства.
Населення — 50 осіб (2011).
У 1975-1998 роках село належало до Радомського воєводства.

## Демографія
Демографічна структура станом на 31 березня 2011 року:
|          | Загалом | Допрацездатний вік | Працездатний вік | Постпрацездатний вік |
| -------- | ------- | ------------------ | ---------------- | -------------------- |
| Чоловіки | 30      | 4                  | 21               | 5                    |
| Жінки    | 20      | 2                  | 12               | 6                    |
| Разом    | 50      | 6                  | 33               | 11                   |